# Pointe du Petit Bas-Vent
La Pointe du Petit Bas-Vent est un cap de Guadeloupe.

## Géographie
Il se situe à l'est de l'Anse du Grand Bas-Vent et au nord de l'Anse du Petit Bas-Vent. Sur le cap est construit l'hôtel de Fort-Royal qui l'occupe entièrement.

## Histoire
Lieu d'une ancienne batterie militaire établie par Charles Liénard de L'Olive au XVIIe siècle, la pointe est achetée en 1958 par la Société Civile Immobilière de Guadeloupe pour y ériger un hôtel de 72 chambres qui, plus tard, est étendu à 120 chambres, de classe internationale pour recevoir les touristes américains. La moitié des travaux estimés à 1 million de dollars, est financée par la région Guadeloupe. L'hôtel doit alors ouvrir pour la saison touristique 1960-1961. Il est finalement inauguré en 1966 et géré par le Club Méditerranée. Les bâtiments sont l’œuvre des architectes Raymond Crevaux et Jacques Tessier.